# Ivčenko AI-14
Ivčenko AI-14 (ukrajinsky АІ-14) je devítiválcový vzduchem chlazený hvězdicový motor, vzniklý v 50. letech 20. století v Sovětském svazu jako pohonná jednotka letadel.

## Varianty

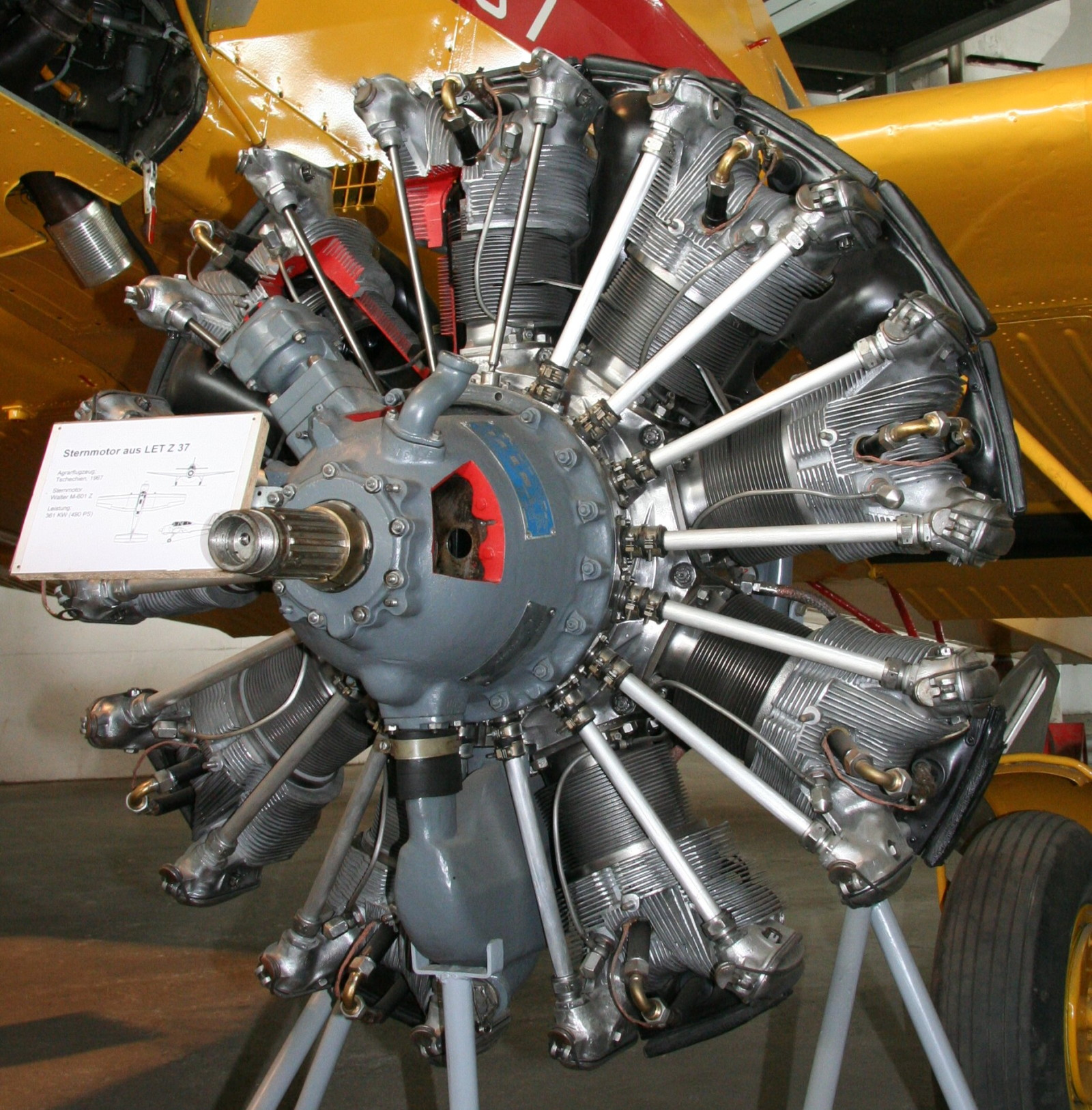
M-462RF

AI-14
AI-14R
Motor se startérem na stlačený vzduch, homologovaný v prosinci 1950 a užívaný v řadě lehkých letounů, typicky s dvoulistou vrtulí.
AI-14RA
AI-14V
Verze pro vrtulníky a jiné aplikace
AI-14RF
Varianta modernizovaná Ivanem Vedenějevem, s výkonem zvětšeným na 300 hp. Dalším vývojem vznikla rodina motorů Vedenějev M14.
Avia M462
Československá licenční varianta vyráběná firmou Avia pro pohon zemědělského letounu Z-37 Čmelák
Zhuzhou HS-6
Licenční varianta vyráběná v Čínské lidové republice
PZL AI-14R
Polská licenční varianta AI-14R (novější verze jako AI-14RA) vyráběná továrnou WSK-Kalisz v letech 1956–2007

## Použití
- Aero L-60S Brigadýr (PZL AI-14R/RA)
- Antonov An-14 (AI-14RF)
- ICA IS-23 (AI-14RF)
- Jakovlev Jak-12
- Jakovlev Jak-18A
- Kamov Ka-15 (AI-14V)
- Kamov Ka-18 (AI-14VF)
- Kamov Ka-26
- Nanchang CJ-6
- PZL-101 Gawron (PZL AI-14R/RA)
- PZL-104 Wilga (PZL AI-14R/RA)
- Sever-2 (aerosaně založené na osobním automobilu GAZ M20 Poběda)
- Zlín Z-37 Čmelák (Avia M462)

## Specifikace

### Hlavní technické údaje
- Typ: devítiválcový hvězdicový motor chlazený vzduchem
- Vrtání: 105 mm
- Zdvih: 130 mm
- Zdvihový objem: 10,13 l
- Délka:
- Průměr:
- Výška:
- Suchá hmotnost: 200 kg

### Součásti
- Ventilový rozvod:
- Kompresor: jednorychlostní jednostupňový odstředivý mechanický kompresor
- Palivový systém: karburátorový
- Palivo:
- Chlazení: vzduchem

### Výkony
- Výkon:
  - Startovní: 194 kW (260 hp)
  - Nominální: 161 kW (220 hp)
- Kompresní poměr: 5,9:1
- Poměr výkon/hmotnost: